# Bernard Lewis Welch
Bernard Lewis Welch (1911–1989) – brytyjski statystyk, profesor University of Leeds, twórca testu t Welcha. W latach 1939–1946 pełnił funkcję eksperta w Ministerstwie Zaopatrzenia w rządzie Wielkiej Brytanii. 

## Ważniejsze publikacje
- Welch, B. L. (1947). The generalization of ‘Student's’problem when several different population variances are involved. "Biometrika", 34(1-2), 28-35.